# Butivți, Horol
Butivți (în ucraineană Бутівці) este un sat în comuna Staroavramivka din raionul Horol, regiunea Poltava, Ucraina.

## Demografie
Componența lingvistică a localității Butivți
     Ucraineană (97,76%)
     Rusă (2,24%)
Conform recensământului din 2001, majoritatea populației localității Butivți era vorbitoare de ucraineană (97,76%), existând în minoritate și vorbitori de rusă (2,24%).